# 映画監督って何だ!
『映画監督って何だ!』（えいがかんとくってなんだ）は、日本映画監督協会が2006年11月4日に公開したドキュメンタリー映画である。

## 概要
二・二六事件と同年同日に設立された、日本の映画監督による協同組合である日本映画監督協会が、設立70周年の記念事業の一環として制作したのがこの作品である。
映画監督の業務内容を紹介し、日本映画や協会の歴史を描きながら「映画の著作権は監督にある」というメッセージを強く主張する作品で、スタッフに約90人、キャストに約60人、合計約150人の協会員の映画監督が参加した事で大きな話題となった。映画の著作権を巡る歴史的な描写については、実際の国会審議の経緯などを忠実に描いており、「なぜ現行法では監督に著作権がないのか」を説明している。そして同一の場面（五所平之助監督の『煙突の見える場所』の1シーン）を複数の監督がそれぞれの個性で描き分け、「なぜ監督に著作権を保有させるべきか」を問うている。
ラストシーンでは『御法度』公開後リハビリ生活で隠棲していた大島渚が出演し、無言で「監督は映画の著作権者である」と揮毫した。
主題歌「映画監督って何だ! ラッパー!」（作詞は伊藤俊也）は、宇崎竜童が手掛け、名作邦画のタイトルが頻出するものである。

## キャスト
- 女弁士：小泉今日子
- 男弁士：成田裕介
- 緒形隆吉：佐野史郎
- 緒形弘子：石川真希
- 久保健三：林征生
- 東仙子：矢野トモ子
- 男：原田芳雄
- 口上：山城新伍
- 声：立川志らく

## 参加している映画監督

### キャスト
- 伊丹万作：北川篤也
- 衣笠貞之助：工藤雅典
- 伊藤大輔：今岡信治
- 村田実：田﨑竜太
- 牛原虚彦：石川均
- 三十代半ばの映画監督：福島拓哉、市原剛、鈴木隆則、荻野欣士郎、ナリオ、林弘樹、増田龍治、三島有紀子、八木毅
- 七十歳の映画監督：片桐直樹、蔵原惟二、小谷承靖、斉藤貞郎、根本順善、水川淳二、吉田剛
- 菅徳右衛門：小栗康平
- 脚本太夫：阪本順治
- 長屋の住人A（美術）：神野太
- 長屋の住人B（小道具）：日笠宣子
- 長屋の住人C（撮影）：鳥井邦男
- 長屋の住人D（照明）：澤田幸弘
- 長屋の住人E（録音）：山内大輔
- 著作軒二十九：若松孝二
- 用心棒：南場雄二
- ボイド・ウインチェスター（ベルヌ条約米国代表）：ジャン・ユンカーマン
- エマニュエル・アラーゴ（同仏国代表）：ジョン・ウィリアムズ
- 黒川誠一郎（同日本代表）：萩原康充
- 小林尋次（元内務省警保局）：山本晋也
- 馬渕威雄（東宝専務）：中村幻児
- 勝本正晃（著作権制度審議会第四小委員会委員長）：澤島忠
- 城戸芳彦（弁護士）：梶間俊一
- 東季彦（日本大学教授）：奥中惇夫
- 菊池豊三郎（日本音楽著作権協会）：大澤豊
- 国塩耕一郎（同）：栗山富夫
- 西條八十（日本詩人連盟）：坂野義光
- 丹羽文雄（日本文藝家協会）：葛生雅美
- 野村義男（日本放送協会）：北畑泰啓
- 平賀健太（法務省民事局長）：天野裕充
- 著作権課長：大森一樹
- 同課員：韓虎東
- 安達健二（文化庁次長）：小水一男
- 坂田道太（文部大臣）：檀雄二
- 今日出海（文化庁長官）：坂下正尚
- 唐橋東（社会党衆議院議員）：富岡忠文
- 小林信一（同）：石井聰亙
- 山中吾郎（同）：茅場和興
- 麻生良方（民社党衆議院議員）：神山征二郎
- 大坪康雄（自民党衆議院文教委員会委員長）：千野皓司
- 鈴木力（社会党参議院議員）：荒井美三雄
- 松下正寿（民社党参議院議員）：後藤幸一
- 須藤五郎（共産党参議院議員）：青野暉
- 楠正俊（自民党参議院文教委員会委員長）：恩地日出夫
- 藤本真澄（日本映画製作者連盟参考人）：緒方明
- A監督：本木克英
- B監督：鈴木清順
- C監督：林海象
- インタビューイ（インタビュー対象者）：金子修介、村上龍、崔洋一、山田洋次、篠田正浩、大林宣彦、根岸吉太郎、熊井啓、原一男、佐々部清、黒木和雄、新藤兼人、黒沢清、深作欣二
- 新米監督：望月六郎
- プロデューサー：福岡芳穂
- 女優：吉村元希
- 俳優：堀江慶
- 大島渚

### スタッフ
- 脚本・監督：伊藤俊也
- プロデューサー：高橋伴明、林海象、山本起也
- 音楽：宇崎竜童
- 編集：清水伶
- タイトル（題字）：井上和男
- メイキング監督：佐藤真
- 広報担当：梶間俊一、杉井ギサブロー
- 助監督：茅場和興
- 助監督応援：石岡正人、今岡信治、鈴木元、田﨑竜太、鳥井邦男、福島拓哉
- 制作応援：佐藤静夫、佐藤重直、日笠宣子、山際永三
- 事務局：南場雄二、韓虎東